# Nissan Leaf
Nissan Leaf – samochód elektryczny klasy kompaktowej produkowany przez japoński koncern Nissan od 2010 roku. W 2017 roku zadebiutowała druga generacja pojazdu.

## Pierwsza generacja
Nissan Leaf I oznaczony fabrycznym kodem ZE0 zadebiutował po raz pierwszy jesienią 2009 roku w Tokio.

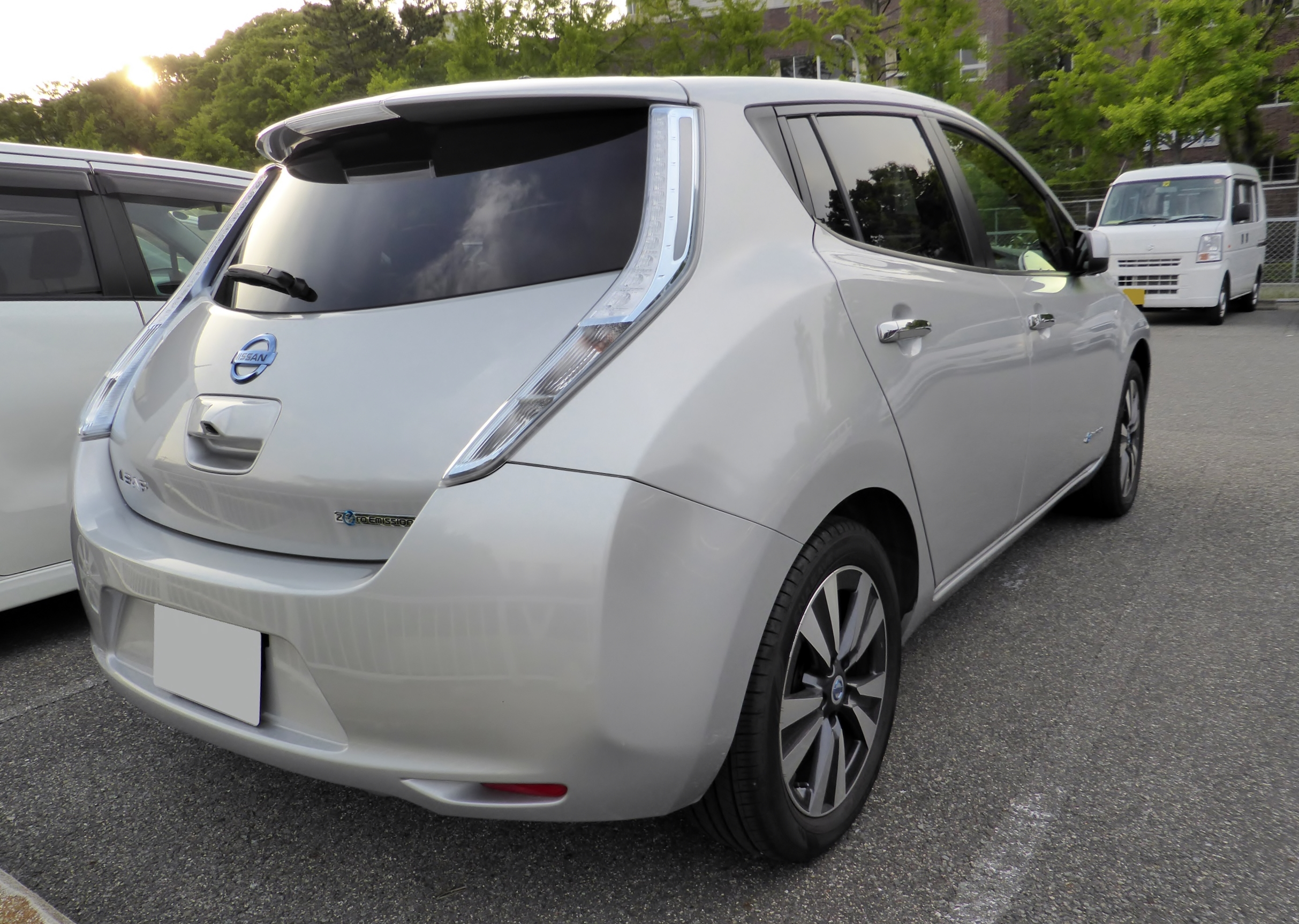
Nissan Leaf I – tył

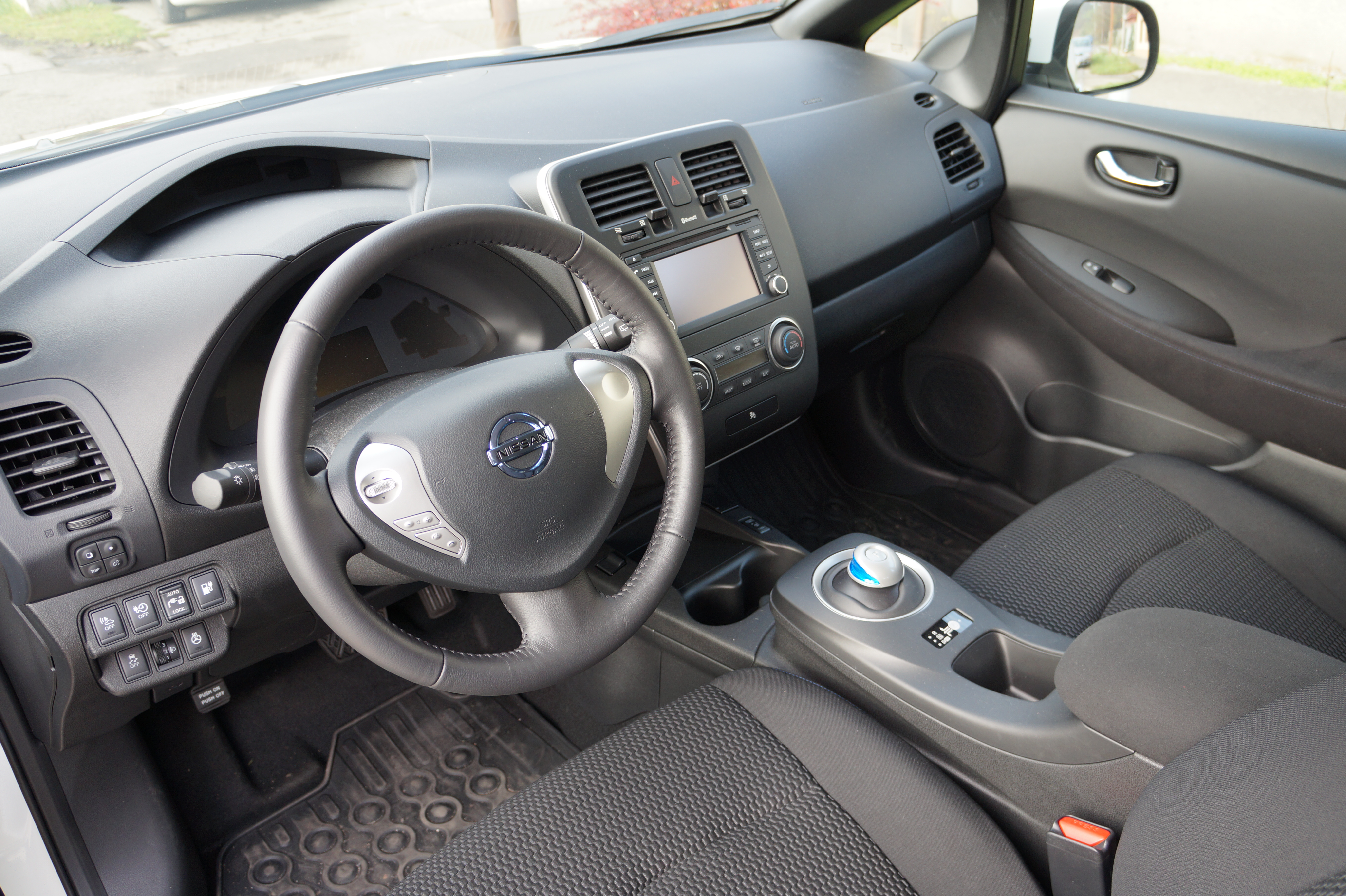
Nissan Leaf I – wnętrze

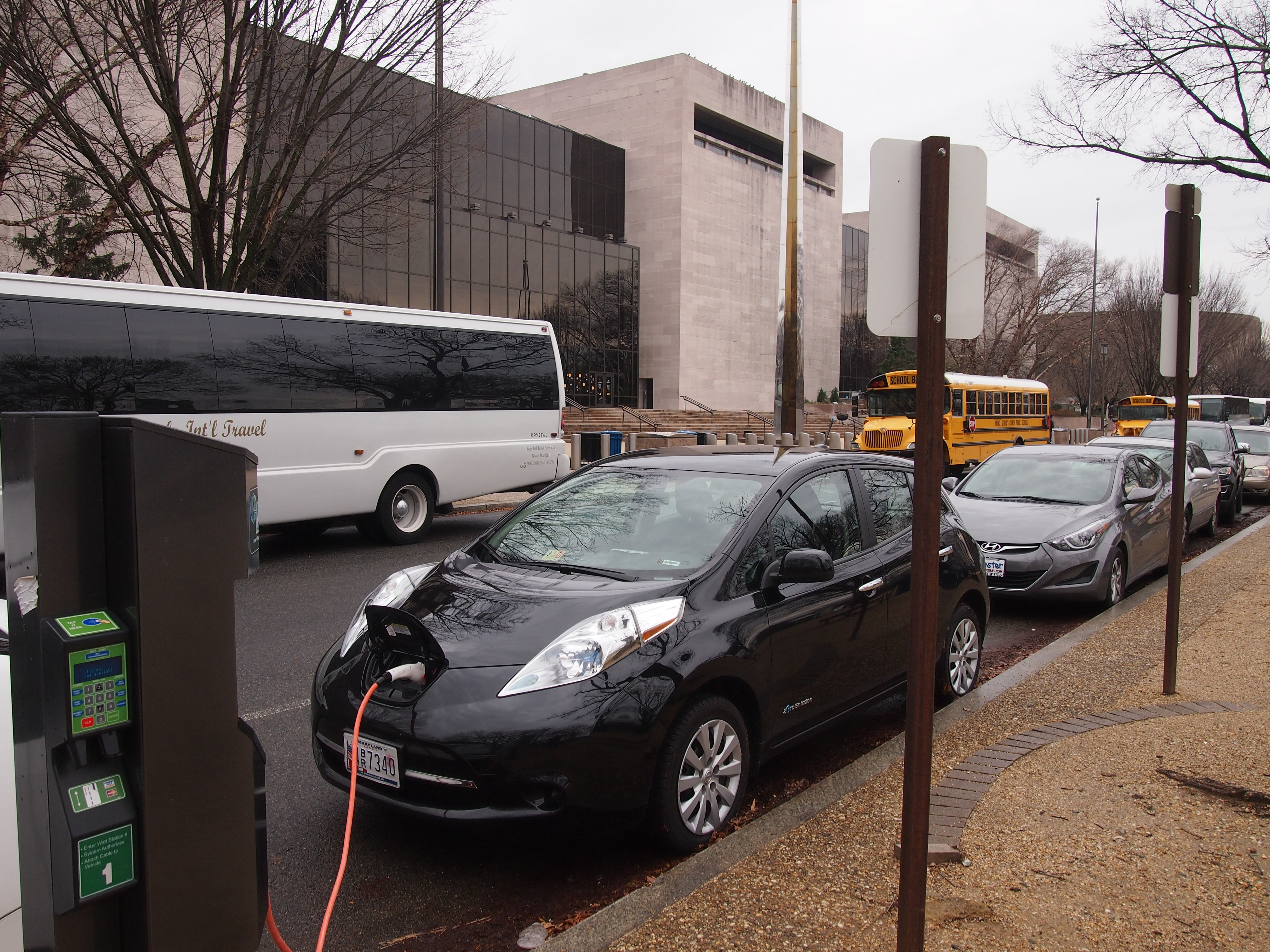
Nissan Leaf I podczas ładowania

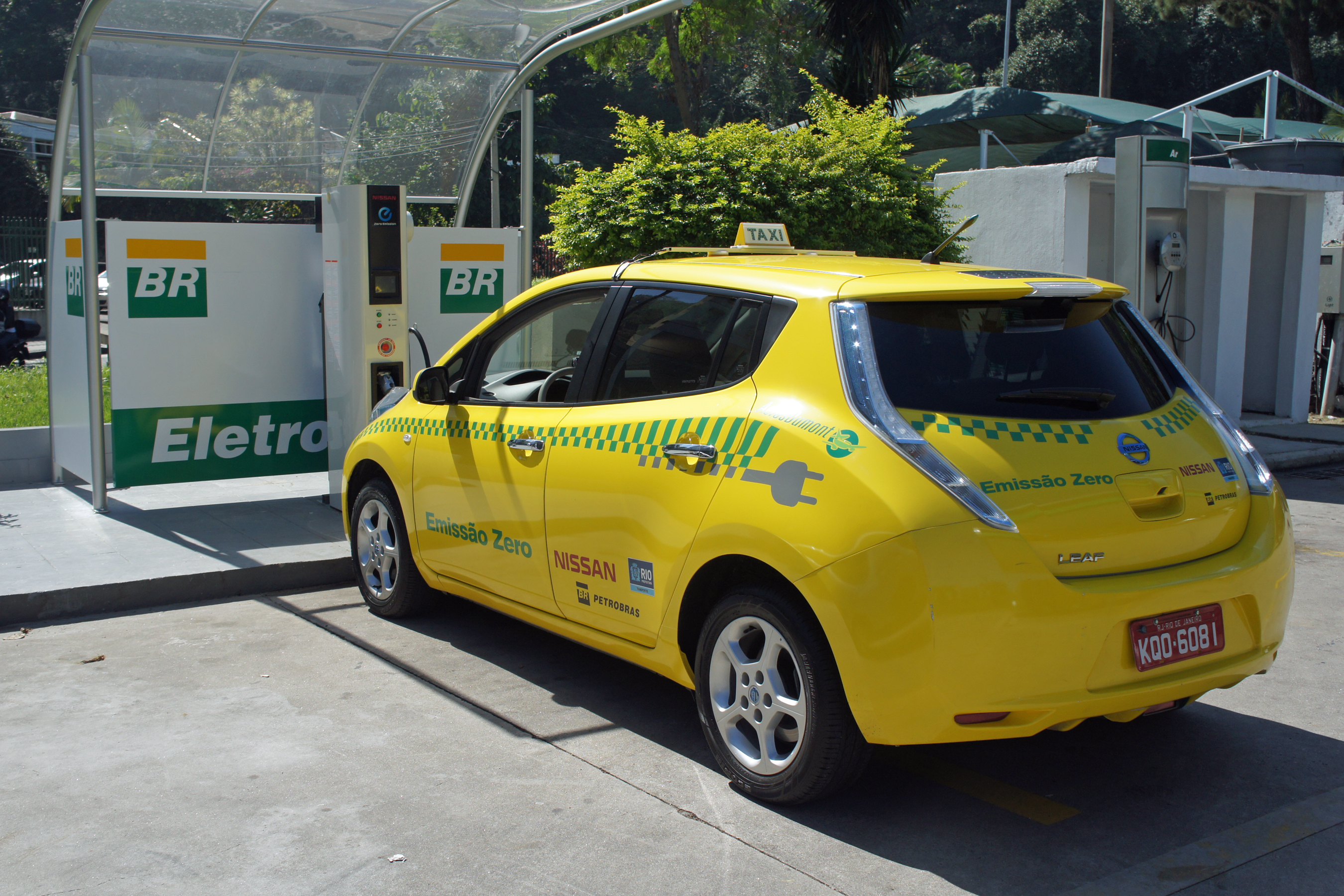
Nissan Leaf I jako taksówka

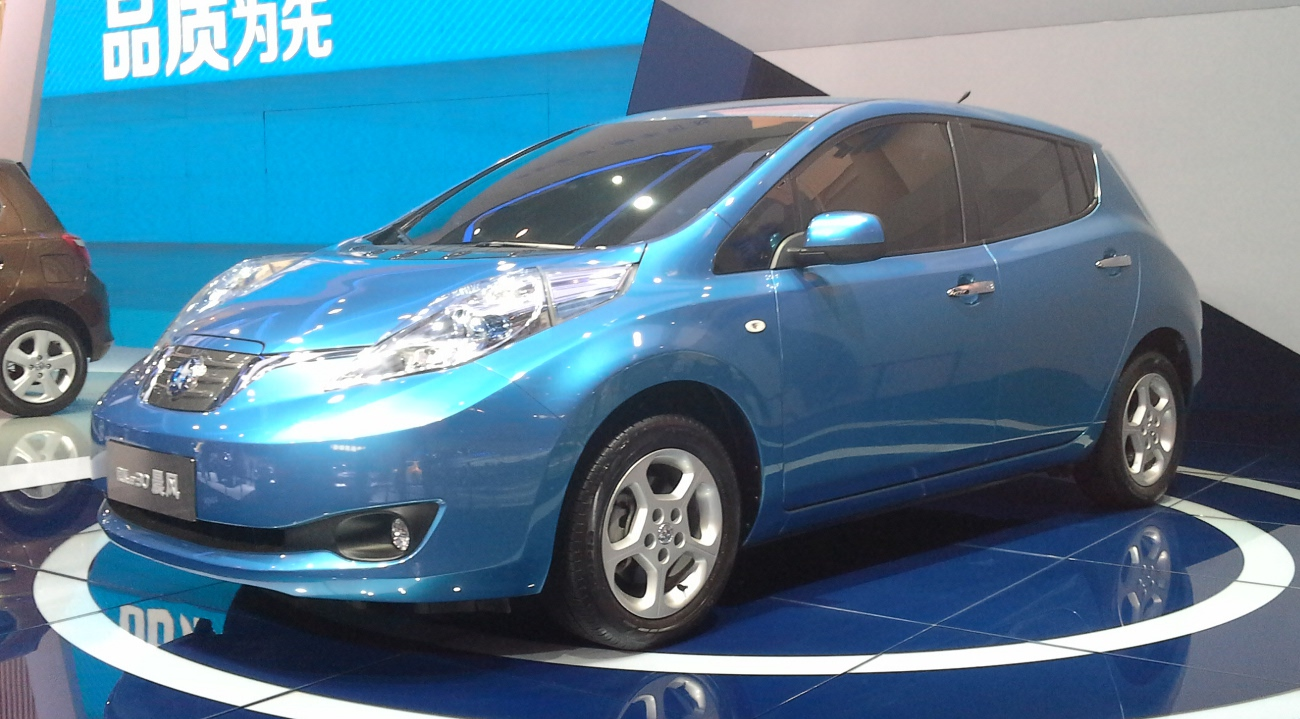
Chińska Venucia e30

Prototyp auta został oparty na platformie Nissana Tiidy (Nissan Versa w USA i Kanadzie). Zaprezentowano go 26 lipca 2009. Tydzień później przedstawiono wersję produkcyjną.
Po raz pierwszy został zaprezentowany jako auto koncepcyjne na targach motoryzacyjnych Tokyo Motor Show 9 października 2009 roku. Wersja produkcyjna zadebiutowała 16 grudnia 2010 roku. Magazyn Time uznał auto za jeden z 50 najlepszych wynalazków roku 2009. Cena auta w 2010 roku wynosiła ok. 30 tys. euro. Samochód produkowany jest w japońskich zakładach w Oppama, od stycznia 2013 roku w amerykańskich zakładach w Smyrna w stanie Tennessee, a od marca 2013 roku również w Sunderland w Wielkiej Brytanii. Do sierpnia 2017 roku Nissan sprzedał na świecie 283 tys. egzemplarzy.

### Silnik
Leaf jest napędzany silnikiem elektrycznym o mocy 80 kW/109 KM w zakresie 2730-9800 obr./min i momencie obrotowym 280 Nm w zakresie 0-2730 obr./min. Zasięg samochodu wynosi 160 km, masa ok. 1540 kg. Auto w wersji Eu rozwija prędkość ograniczoną do 145 km/h. Przyspieszenie 0–100 km/h trwa 11,9 s, choć w praktyce często trwa to krócej o 1 s i wynosi około 10,5 s. W I połowie 2013 roku nieco zmodernizowano napęd, mniejszy moment obrotowy 254 Nm jest osiągany w zakresie 0-3000 obr./min, moc 109 KM dostępna jest w zakresie 3000-10000 obr./min, przyspieszenie do 100 km/h wynosi 10,8 s, nieco zwiększono zasięg (do ok. 200 km).

### Nagrody
Nissan Leaf zdobył dwie prestiżowe nagrody. Model został ogłoszony Światowym Samochodem Roku 2011 oraz zwyciężył także w europejskim konkursie Car Of The Year, będąc tym samym pierwszym samochodem elektrycznym, który otrzymał ten tytuł.

### Modernizacja
Około 2 lata po wprowadzeniu na rynek Leaf przechodzi facelifting, który obejmuje szereg ulepszeń. Według producenta druga generacja wozu, to ponad 100 modyfikacji w stosunku do wcześniejszego modelu. Udoskonalenia obejmują technologie zapewniające większy realny zasięg, wyższy poziom zdatności do recyklingu, więcej przestrzeni w kabinie, wyższą efektywność ładowania, lepsze wyposażenie oraz trzy dostępne wersje i większy wybór opcji modelu. Zmiany stylistyczne są subtelne, ale dzięki delikatnemu przestylizowaniu przodu auta, obniżono jego i tak niski współczynnik oporu aerodynamicznego (z wartości 0,29 do 0,28). Najważniejsza zmiana to nowy, lżejszy elektryczny układ napędowy oraz wprowadzenie nowej wersji „S”, bardziej przystępnej cenowo.
Zmieniony Leaf został zaprezentowany w Japonii, ale podobne uaktualnienia pojawią się w północnoamerykańskiej odmianie, która dodatkowo już nie będzie importowana z Japonii, ale będzie budowana w fabryce w miejscowości Smyrna w stanie Tennessee. Produkcja rozpoczęła się w styczniu 2013 r., a do sprzedaży trafił w marcu 2013 roku.
Elektryczny układ napędowy dostał nowe lub przeprojektowane elementy zaczynając od nowego silnika elektrycznego. Ten będzie w przyszłości montowany w hybrydowych i elektrycznych samochodach spółki Renault-Nissan.
Według Nissana, bardziej przyjazny dla środowiska silnik zmniejsza wykorzystanie dysprozu (Dy), metalu ziem rzadkich (RE) o 40% w porównaniu do konwencjonalnego silnika EV. Japoński producent mówi również, że nowy zintegrowany silnik elektryczny i konwerter DC/DC spowodowały 10-procentową redukcję masy i 30-procentową redukcję objętości. Dzięki wykorzystaniu usprawnionego modułu baterii i jeszcze kilku lekkich elementów nowy Leaf jest lżejszy o 80 kg. Dodatkowo Nissan przeniósł urządzenie do ładowania akumulatorów z tylnej do przedniej części auta. Dzięki temu zwiększyła się przestrzeń bagażowa z 330 do 370 litrów.
Inne zmiany obejmują mniejsze zużycie energii, bardziej efektywne regeneracyjne hamulce, zwiększenie zasięgu do 228 km z 142 według japońskiego trybu JC08. Dodano również takie funkcje jak Hill Start Assist, nowy energooszczędny system audio firmy Bose, poprawione wykończenie wnętrza, pojawią się nowe kolory nadwozia: Metal Dark Gray, Brilliant White Pearl i białe i nowe wzory felg aluminiowych.

### Leaf w Polsce
W Polsce samochód jest dostępny w sprzedaży od lipca 2013 roku. Druga generacja dostępna jest już w salonach samochodowych w Polsce.
Od listopada 2017 do kwietnia 2020 190 egzemplarzy Leafa i 10 dostawczych e-NV200 tworzyło we Wrocławiu flotę Miejskiej Wypożyczalni Samochodów Elektrycznych – Vozilla. W całym 2017 roku Nissan sprzedał w Polsce 270 egz. 239 Leafów oraz 31 e-NV200.

## Druga generacja
Nissan Leaf II oznaczony kodem fabrycznym ZE1 został zaprezentowany oficjalnie po raz pierwszy 5 września 2017 roku.

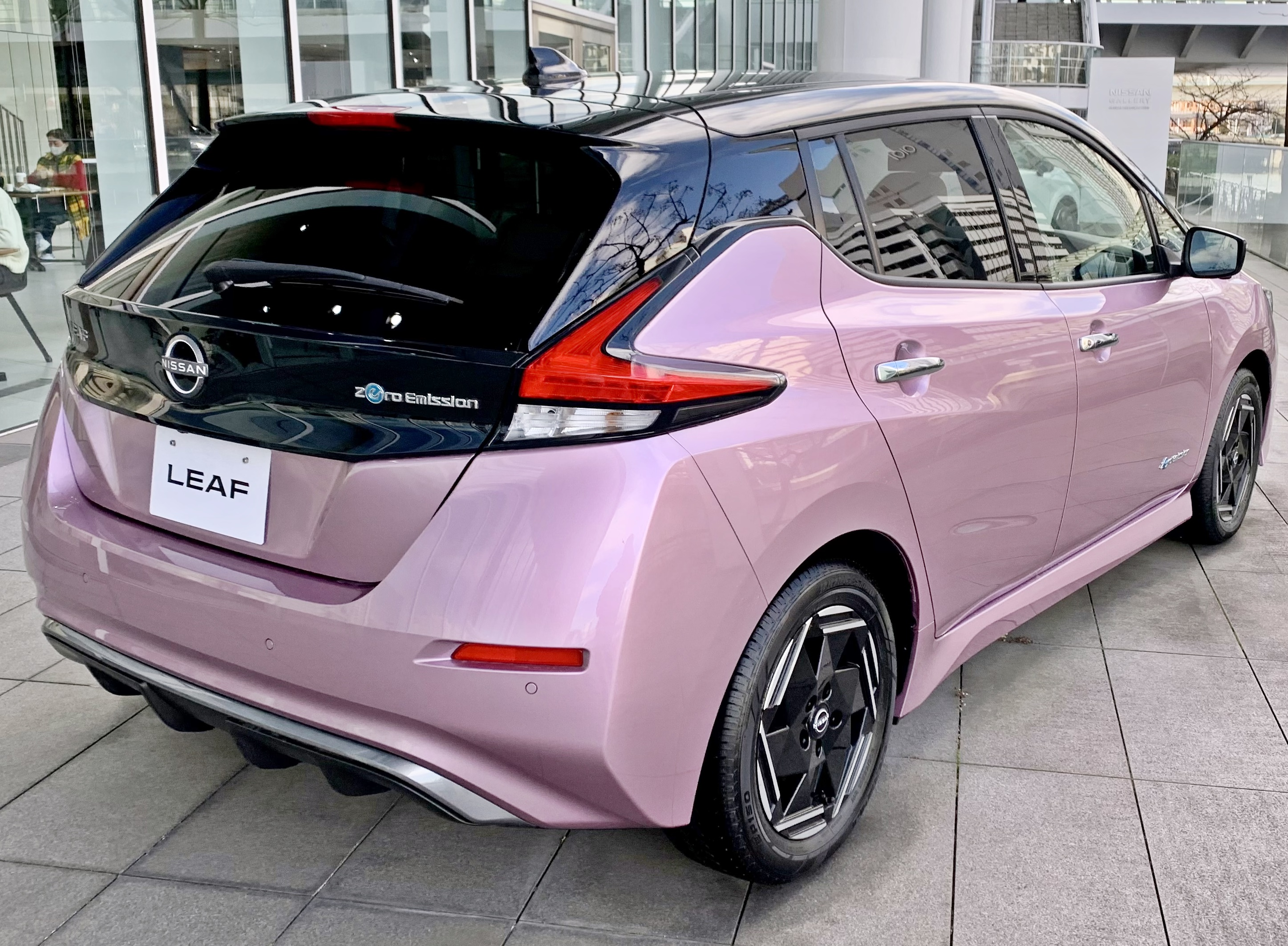
Nissan Leaf II – tył

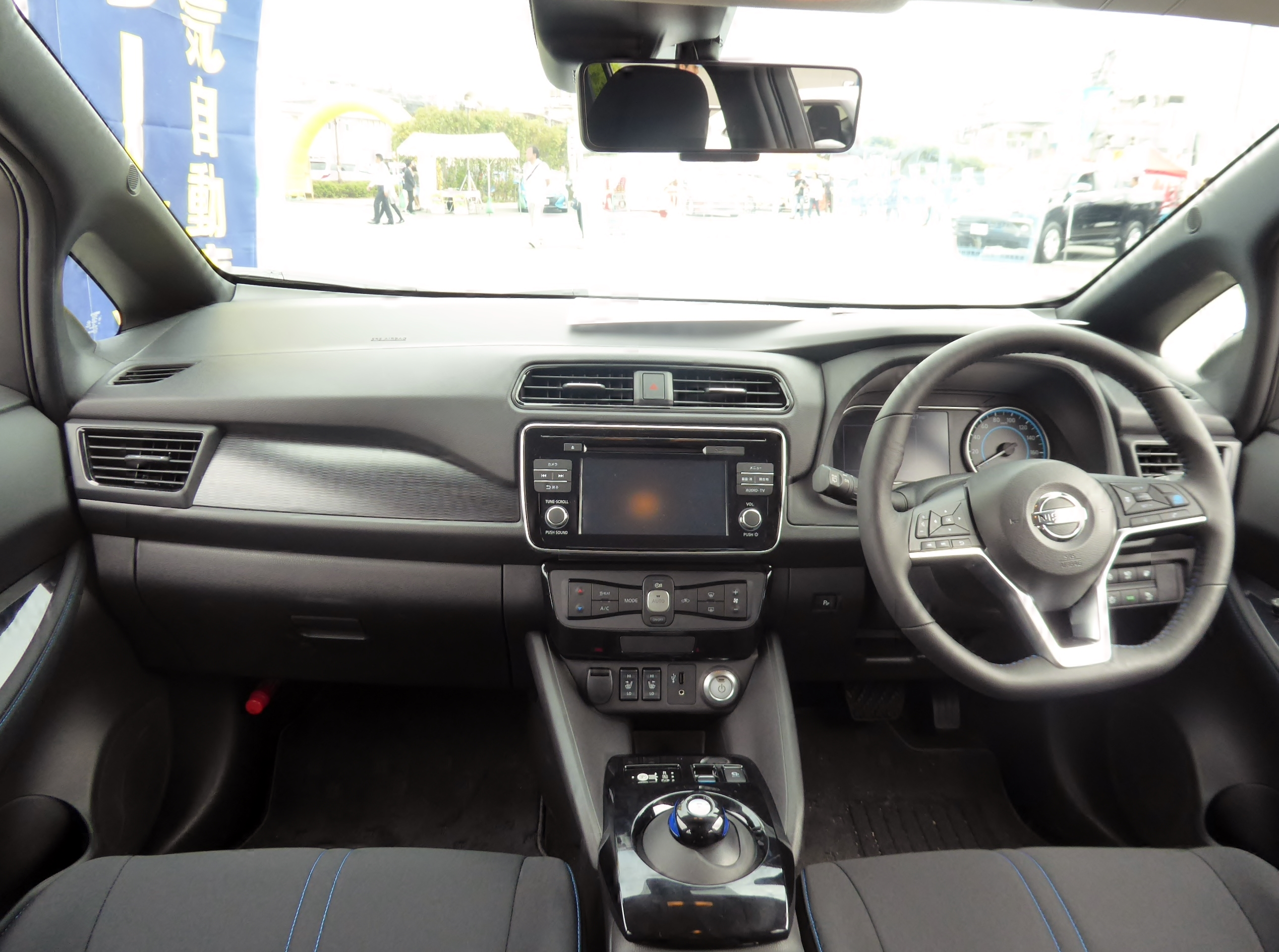
Nissan Leaf II – wnętrze

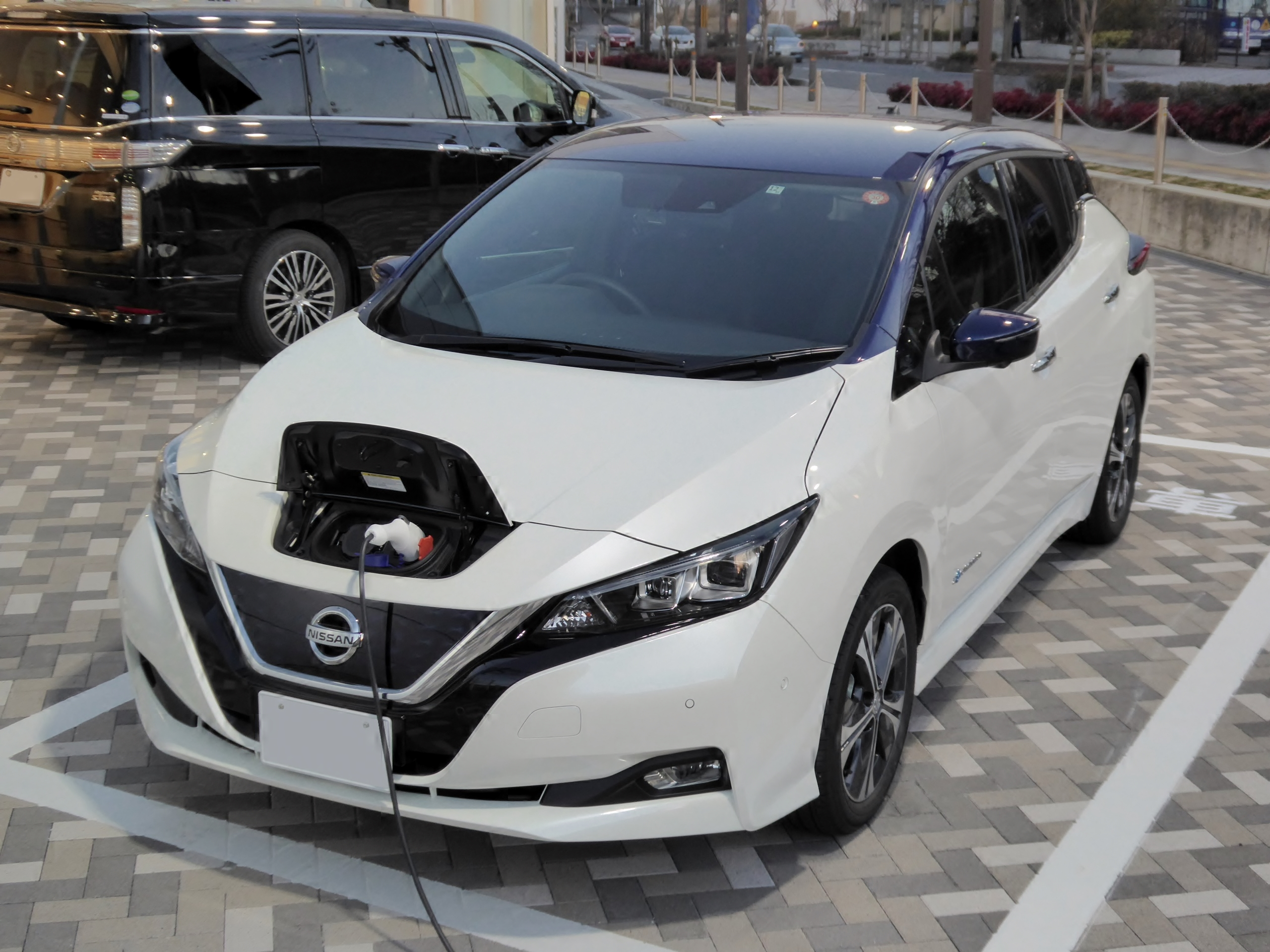
Nissan Leaf II podczas ładowania

Drugie wcielenie Leafa ma nową, bardziej tradycyjną i niższą sylwetkę, a dzięki nowym bateriom i lepszej efektywności napędu ok. 40% większy zasięg – 240 km. Poza wydłużeniem zasięgu, nowy LEAF otrzyma lepsze osiągi podczas przyspieszania i półautonomiczny system jazdy. W Japonii auto trafiło do sprzedaży 10 października 2017 r. W Europie premiera Nowego Nissana Leaf odbyła się 2 października w norweskim Oslo.
Nowa, odświeżona wersja wyglądu samochodu została zaprezentowana podczas międzynarodowego salonu samochodowego w Nowym Jorku w kwietniu 2022 roku.

## Globalna sprzedaż
Do grudnia 2020 r. światowe dostawy Leafa wyniosły 500 000 samochodów. Od września 2021 r. największym rynkiem zbytu elektrycznego Nissana jest Europa, gdzie sprzedano łącznie ponad 208 000 sztuk, z czego 70 000 sztuk zarejestrowano w Norwegii. Również we wrześniu 2021 r. sprzedaż Leafa w USA wyniosła 161 545 sztuk i ponad 150 000 w Japonii.

## Nowa generacja
W październiku 2021 roku Guillaume Cartier szef koncernu na Europę podał, że w fabryce w brytyjskim Sunderland, Leaf zostanie od 2025 roku zastąpiony nową generacją, elektrycznym crossoverem. Budowa nowego elektryka w Sunderland będzie realizowane w ramach inwestycji w nowy zakład Nissana o wartości 1 miliarda funtów. Ma ona zabezpieczyć przyszłość zakładu oraz miejsca pracy. Nowy Leaf będzie oparty na platformie CMF-EV, która została przygotowana przez alians Renault-Nissan-Mitsubishi.

## Trzecia generacja
Nissan Leaf III oznaczony kodem fabrycznym ZE2  został oficjalnie zaprezentowany w czerwcu 2025 roku, przechodząc z hatchbacka w crossovera. Pierwsze egzemplarze mają trafić do klientów wiosną 2026 roku.
Nowy Nissan Leaf 2026 to zupełnie inna konstrukcja niż poprzednie modele. Zamiast hatchbacka, będzie to crossover, zbudowany na platformie CMF-EV, znanej z Nissana Ariya. Oznacza to większe rozmiary, wyższy prześwit i bardziej muskularny wygląd. Nowy Leaf otrzyma również ulepszony opór powietrza (Cx=0,26), chowane klamki, a także opcjonalny elektrochromatyczny dach z widokiem na gwiazdy. Wnętrze zyska dwa ekrany 14,3" z systemem Google i obsługą Map, Asystenta oraz Sklepu Play. Dodatkowo, auto będzie oferować funkcje, takie jak e-Pedal Stop, system kamer 360° z widokiem "przez maskę", oraz możliwość zasilania urządzeń 120V (V2L).nowoczesny kokpit
System multimedialny, podobnie jak w zmodernizowanym Qashqaiu, oparto na platformie Android Automotive. Z tego względu oferuje on bezpośredni dostęp do środowiska Google, a także umożliwia intuicyjne sterowanie głosowe m.in. nawigacją, klimatyzacją i multimediami.

## Wersje wyposażenia
- S+
- SV+
- Platinum+

Bazowa wersja Nissana Leaf 2026, oznaczona jako S+, oferuje 52 kWh baterię i silnik o mocy 130 kW (około 177 KM). Przewidywany zasięg dla tej wersji to około 303 mile (488 km). Leaf S+ będzie wyposażony w system multimedialny oparty na Android Automotive, z dostępem do Google i intuicyjnym sterowaniem głosowym. Dodatkowo, samochód będzie wspierał szybkie ładowanie (10% do 80% w 35 minut) i funkcję vehicle-to-load (V2L) pozwalającą na zasilanie urządzeń 120V.